# 泼陂河
泼陂河位于中国河南省东南部，是潢河右岸支流，发源于新县东部周河乡四角尖山（海拔953米）东麓茅屋湾，向西北流经新县周河乡、长洲河水库、八里畈镇和光山县泼河水库、泼陂河镇，最后于泼陂河镇西北东程湾汇入潢河。全长59公里，流域面积265平方公里。流域地处亚热带向暖温带过渡区，多年平均年降水量1430毫米。